# 福茲集團
福茲集團（英語：Fozzy Group）是烏克蘭的零售商店集團，總部位於首都基輔。福茲集團為烏克蘭最大的超市和食品零售公司。該公司自1997年起在烏克蘭展開業務，旗下經營Silpo超市、福茲C＆C（Fozzy C&C）大賣場、便利超市Fora、Bila Romashka藥局、Le Silpo高級自訂商店、行動設備和配件商店Ringoo。餐飲業務則包括U Khromogo Pola、Staromak、U Golema、La Bodeguita del Medio、Divan等餐廳。
截至2012年8月，福茲集團在烏克蘭擁有並經營233家Silpo超市，並以「Premiya」的名義銷售其自有品牌。此外，該公司自各產酒國和酒廠進口葡萄酒至烏克蘭。
2015年3月底，福茲集團開設線上商店，並提供送貨服務。

## 產業
福茲集團擁有CJSC生產設施，製造涅任罐頭品牌的蔬果罐頭。該公司並出口罐頭食品至北美、東歐和亞洲。其他產業包括營運家禽農場的Varto有限公司（Varto Ltd.）、生產人造肉和香腸的肉類加工廠－Ruta LLC有限責任公司（Ruta LLC）、提供便攜式廁所（流動廁所）服務的烏克蘭生態服務有限責任公司（Eco-service Ukraine LLC）。

## Premiya
福茲集團透過自有品牌「Premiya」銷售自家產品，其中包括有機鱘魚魚子醬、三明治、奶油和奶酪。Premiya的另一項產品是用於烹調的生草藥，供顧客購買後種植於盆栽中。

## 葡萄酒進口
福茲集團自34家（截至2011年5月）葡萄酒生產商進口葡萄酒至烏克蘭，包括義大利、德國、匈牙利、法國、智利、阿根廷、紐西蘭和南非等國的品牌。

## 法律問題
2003年2月，烏克蘭總檢察長辦公室宣布，對福茲集團的若干件涉及逃稅、假伏特加和銷售非法設備案進行調查，並同時指控該公司從事非法洗錢活動。時任公司總裁弗拉迪米爾·科斯特爾曼則表示，總檢察長辦公室的調查使用了錯誤的數據，福茲集團並未進行任何非法活動。有媒體報導科斯特爾曼還「暗示其公司被稅務官陷害，烏克蘭企業還未能倖免於該國的腐敗環境」。

## 延伸閱讀
- . Kyiv Post. 2004-05-27  [2012-12-01]. （原始内容存档于2014-12-07） （俄语）.
- . CNews. 2007-03-22  [2012-12-01]. （原始内容存档于2013-04-16） （俄语）.
- . Unian News Agency. 2007-06-05  [2012-12-01]. （原始内容存档于2016-03-04） （俄语）.

## 外部連結
- 福茲集團